# Ćurčići
Ćurčići (en serbe cyrillique : Ћурчићи) est un village du centre du Monténégro, dans la municipalité de Danilovgrad.

## Démographie

### Évolution historique de la population
| 1948 | 1953 | 1961 | 1971 | 1981 | 1991 | 2003 |
| ---- | ---- | ---- | ---- | ---- | ---- | ---- |
| 77   | 90   | 62   | 56   | 30   | 13   | 6    |